# Argente
Argente is een gemeente in de Spaanse provincie Teruel in de regio Aragón met een oppervlakte van 62,58 km². Argente telt 207 inwoners (1 januari 2016).

## Demografische ontwikkeling
Bron: INE, 1857-2011: volkstellingen